# لاریسا
لاریسا (به یونانی: Λάρισα)، شهری در یونان و مرکز استان سالونیک در یونان و هم‌چنین مرکز شهرستان لاریسا است. این شهر از مراکز اصلی کشاورزی و از قطب‌های حمل و نقل ملی یونان است که به وسیلهٔ جاده و راه‌آهن به بندر ولس، سالونیک و آتن متصل است. جمعیت منطقهٔ شهری در حدود ۱۹۰٬۰۰۰ است و شامل نیکایا، جیانولی، پلاتیکامپوس، ترپسیتئا، امورفوخوری و دیگر شهرهای کوچک حومه است. بر طبق شواهد باستان‌شناسی، مرکز تسالی، لاریسا، در بالای مکانی قرار دارد که از هزارهٔ دهم پیش از میلاد منطقه‌ای مسکونی بوده‌است. امروزه، لاریسا مرکز تجاری و صنعتی مهمی در یونان است. همچنین بر پایهٔ افسانه‌ها در این شهر آشیل زاده شد و بقراط، پدر پزشکی، مرد.
این شهر با ساحل دریای اژه فاصلهٔ کمی دارد.